# Hilde Gergová
Mathilde Gergová (* 19. října 1975, Lenggries) je bývalá německá alpská lyžařka.
Na olympijských hrách v Naganu roku 1998 vyhrála závod ve slalomu, a to poměrně překvapivě, neboť nebyla považována za slalomovou specialistku. Přidala k tomuto úspěchu v Naganu ještě bronz z kombinace. Získala týmové zlato na mistrovství světa v Bormiu roku 2005, nejlepším individuálním výsledkem ze světového šampionátu pro ni byla tři třetí místa, dvakrát v super obřím slalomu (1997, 2001) a jednou v kombinaci (1997). Její univerzálnost jí přinášela vynikající výsledky ve světovém poháru, takže v boji o velký křišťálový glóbus skončila jednou druhá (1999) a dvakrát třetí (1997, 1998). Dvakrát získala malý glóbus za celkový triumf v super obřím slalomu (1997, 2002) a dvakrát v kombinaci (1998, 1999). Vyhrála v seriálu světového poháru 20 závodů, 59krát stála na stupních vítězů.
Na olympijských hrách v Salt Lake City roku 2002 byla vlajkonoškou německé výpravy na zahajovacím ceremoniálu. Závodní kariéru ukončila v roce 2005, kvůli vážným zdravotním problémům. Od roku 2006 pracovala jako sportovní komentátorka-expertka pro německý televizní kanál ZDF. Byla vdaná za Wolfganga Graßla, který byl také alpským lyžařem a později trenérem německého národního týmu. V dubnu 2010 Graßl tragicky zemřel na selhání srdce. Na novoroční oslavě v roce 2001 tragicky zemřel i její bratranec Josef Gerg, když před ním vybuchla zábavní pyrotechnika.